# Émile Auvray
Pour les articles homonymes, voir Auvray.
Ne doit pas être confondu avec Émile Auvray (d), enseignant et historien local de Dourdan
Émile Hippolyte Auvray, né le 30 décembre 1864 à Goderville et mort le 3 septembre 1933 à Rouen, est un architecte français.

## Biographie
Auvray naît le 30 décembre 1864 à Goderville, fils d'Émile Ernest, mercier et d'Armantine Henriette Chancerel.
Élève d'Henri Gosselin de 1880 à 1883 à Rouen et de l'école des Beaux-Arts de Rouen, il est l'élève de Juste Lisch, de 1885 à 1895. Employé d'architecte, il vit au no 26 avenue de Tourville à Paris. Il se marie le 18 juin 1895 à Paris 9e avec Jeanne Marie Colblain. Ils ont une fille, Simone Alice Auvray en 1901.
En 1895, il s'installe à Rouen et devient associé et collaborateur de Gosselin jusqu'en 1899. En 1899, il s'installe à son compte. Il accueille dans son cabinet d'architecture Georges Lanfry, entrepreneur et archéologue. En 1900, il devient inspecteur des édifices diocésains et en 1916 architecte des monuments historiques et des bâtiments civils.
Il siège au comité des beaux-arts de la ville de Rouen et à la Commission départementale des Antiquités de la Seine-Inférieure. Il est vice-président de l'Association provinciale des architectes français.
Il demeure no 14 rue des Carmes puis no 12 rue des Arsins à Rouen. Il meurt le 3 septembre 1933 à Rouen et est inhumé au cimetière du Père-Lachaise (75e division) le 4 octobre,.

## Réalisations
- Restauration de la cathédrale Notre-Dame de Rouen, de l'église Saint-Maclou, de l'église Saint-Laurent de Rouen, de l'église Saint-Jacques de Dieppe, de la collégiale Notre-Dame-et-Saint-Laurent d'Eu, de Jumièges, de Saint-Wandrille et de l'église Notre-Dame de Caudebec-en-Caux
- Immeuble de la Mutuelle Vie (en collaboration avec Henri Gosselin), place de la Cathédrale à Rouen ; 1898, démoli en 1972.
- Mairie, 1 rue Louise-Givon à Pont-Authou ; vers 1900.
- Clocher nord et 2 chapelles latérales du chœur de l'église Saint-Denis de Charleval ; 1905.
- Restauration du château de Martainville à Martainville-Épreville ; vers 1925.
- Salle du patronage laïque, place du presbytère à Villedieu-les-Poëles ; 1926.

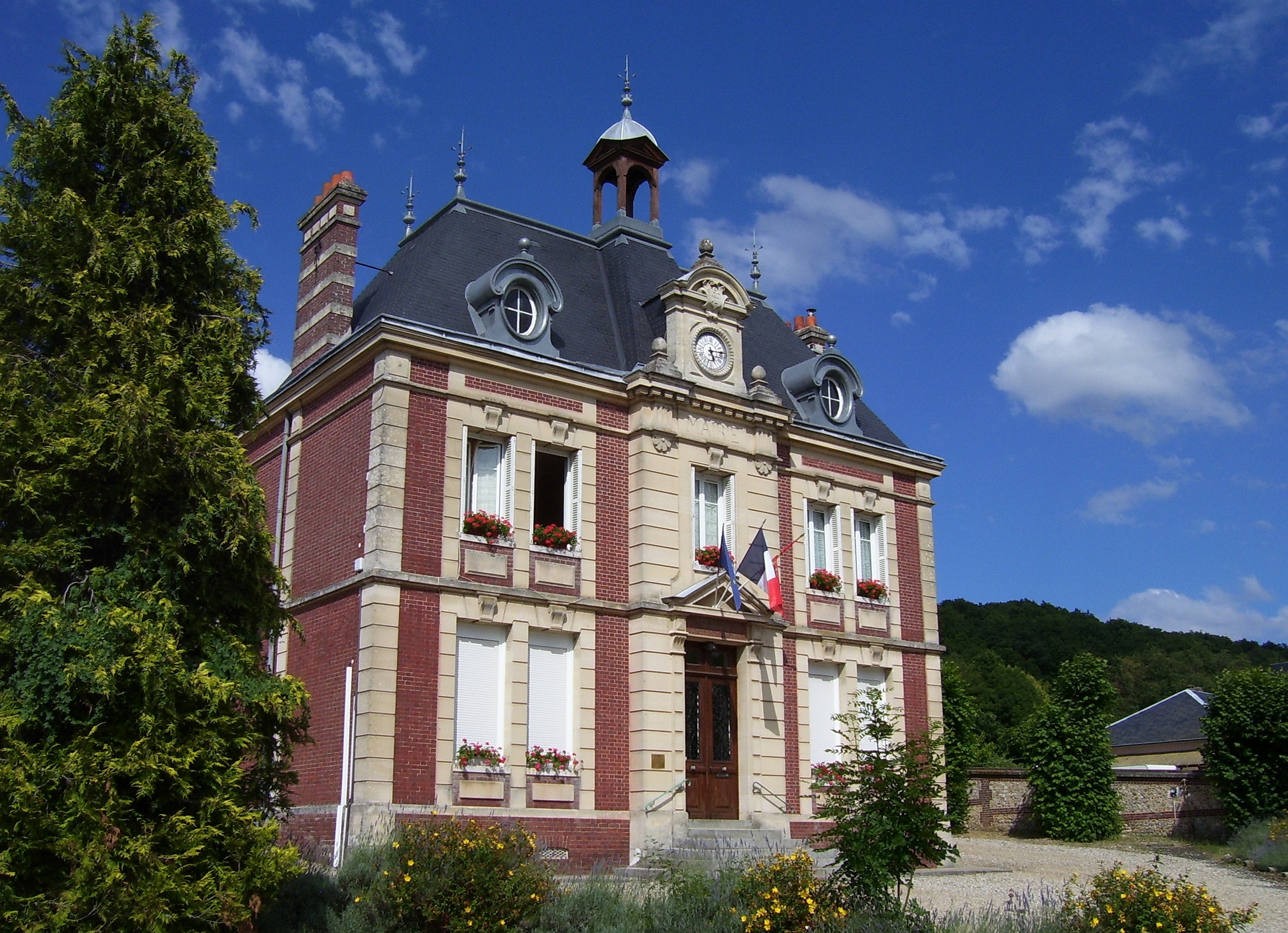
Mairie de Pont-Authou